# Украинская биржа
ПАО «Украинская биржа» (укр. ПАТ «Українська біржа») — биржа ценных бумаг Украины. 
15 мая 2008 года в Киеве прошло учредительное собрание. На момент создания биржи её уставной капитал составлял 12 млн гривен (около 2,4 млн долларов). 
РТС стала крупнейшим акционером с долей 49% акций. Остальные 51% акций были распределены среди 21 украинской компании. В конце 2009 года, выполняя условия Договора о создании ОАО «Украинская биржа», подписанного между акционерами в мае 2008 года, РТС распределила 6% акций между наиболее активными участниками торгов таким образом снизив свою долю до 43 %.
30 сентября 2010 года состоялось собрание акционеров ОАО «Украинская биржа», на котором организационно-правовая форма биржи была приведена в соответствие действующему законодательству— изменена с «Открытое Акционерное Общество» на «Публичное Акционерное Общество».
В результате объединения РТС и ММВБ в 2011 году мажоритарный пакет перешел к "Фондовой бирже ММВБ-РТС" (Московская биржа).

## Структура управления
- Высший орган управления «Украинской биржи» - Общее собрание акционеров
- Защита прав акционеров Биржи и регулирование деятельности Правления — Биржевой совет
- Проверка финансово-хозяйственной деятельности Биржи — Ревизионная комиссия
- Общее руководство деятельностью «Украинской биржи» — Правление
- Возглавляет исполнительный орган Председатель Правления — Ткаченко Олег Васильевич

## Основные технологии
- рынок заявок — анонимные торги со 100 % предварительным депонированием ценных бумаг и денежных средств (для наиболее ликвидных ценных бумаг);
- рынок котировок — неанонимные торги с расчетами от T+0 до T+10 (для менее ликвидных ценных бумаг);
- режим адресных сделок — переговорные сделки с сроками расчетов до T+30 (для всех ценных бумаг биржевого списка);
- рынок РЕПО — работает в режиме переговорных сделок
- технология Центрального контрагента на рынке заявок и на срочном рынке;
- срочный рынок — анонимные торги с расчетами в гривне — финансовые гарантии строятся на частичном обеспечении, а также страховом, резервном и гарантийном фонде;
- возможность подключения большого числа локальных и удаленных пользователей;
- маржируемые опционы являются принципиально новым видом инструментов на украинском срочном рынке и открывают широкие перспективы для участников торгов. Благодаря единой системе переоценки участники торгов могут более эффективно управлять портфелями, состоящими из фьючерсов и опционов, что приведет к качественному развитию опционного рынка.

## Торгуемые инструменты и объём торгов, млрд. долларов США
На фондовом рынке «Украинской биржи» торгуется 313 ценных бумаг, из них 197 акций
На срочном рынке обращаются фьючерс на Индекс украинских акций и опцион на фьючерс на Индекс украинских акций (квартальные и месячные)
- Объём торгов на всех рынках «Украинской биржи» в 2012 году — 2,95
- Объём торгов на фондовом рынке — 1,34
- Объём торгов на срочном рынке за 2012 год — 1,6

## Основные индексы
27 апреля 2009 года «Украинская биржа» начала расчет и публикацию Индекса украинских акций. Значения индекса были рассчитаны с начала торгов, 26 марта 2009 года, и на эту дату значение индекса было принято равным 500. Изначально индексная корзина включала 15 наиболее ликвидных акций. В марте 2012 года ввиду рыночной ситуации Индексный комитет «Украинской биржи» принял решение о сокращении количества ценных бумаг входящих в состав Индекса UX. На данный момент в расчет индекса входят 10 акций украинских предприятий.
Индекс UXagro — первый индекс на Украине, показывающий динамику агросектора, рассчитывается с 01 июля 2013 года. На эту дату значение Индекса было принято равным 1000 пунктов.
В состав индексной корзины Индекса UXagro включено 8 наиболее ликвидных ценных бумаги эмитентов, ведущих аграрный бизнес на Украине.  Индекс рассчитывается один раз в день в 20:00 по окончании торгов ценными бумагами, входящими в состав индексной корзины.

## Членство в ассоциациях
- World Federation of Exchanges (WFE) — Всемирная федерация бирж (Affiliate Member)
- SIIA/FISD (The Financial Information Services Division of the Software and Information Industry Association)
- МАБ СНГ — объединение бирж стран СНГ

## История Украинской биржи
- 2 октября 2008 года — официально зарегистрировано юридическое лицо ВАТ «Украинская биржа».
- В декабре 2008 года «Украинская биржа» получила лицензию Государственной комиссии по ценным бумагам и фондовому рынку (ГКЦБФР) на организацию торгов.[2]
- 20 января 2009 года состоялись тестовые торги по системе рынка заявок. На тот момент Украина не располагала подобным инструментом. Так же на Украине отсутствовал полноценный интернет-трейдинг. В планах «Украинской биржи» развивать эти направления и к концу 2010 года охватить 50 % рынка биржевых услуг.[3]
- 26 марта 2009 года начались регулярные торги. К торгам было допущено 70 наиболее ликвидных акций украинских эмитентов[4].
- 27 апреля 2009 года начал рассчитываться и публиковаться индекс Украинской биржи. Индекс рассчитывается в режиме реального времени, значения индекса публикуются каждые 15 секунд, а также транслируются всем участникам торгов через биржевой терминал. Базовым периодом является 26 марта 2009 года — начало регулярных торгов. На эту дату значение индекса принято равным 500. Индекс является взвешенным по капитализации с учётом свободных акций.
- 3 августа 2009 года у торговцев появилась возможность заключения сделок репо.
- 14 сентября 2009 года состоялся запуск торгов с участием Центрального контрагента и рынка котировок. Функции центрального контрагента на «Украинской бирже» выполняет ООО «Украинский центральный контрагент» — торговец-хранитель, специально созданный для реализации института центрального контрагента на Украине.
- 12 января 2010 года начались учебные торги в Секции срочного рынка.
- 28 апреля 2010 года началась опытная эксплуатация в Секции срочного рынка. Первым инструментом, который был запущен на срочном рынке «Украинской биржи», стал расчетный фьючерсный контракт на Индекс украинских акций.
- 27 мая 2010 года начались штатные торги в Секции срочного рынка.
- 26 апреля 2011 года — запуск торгов опционами.
- В середине сентября 2013 года наблюдательный совет Московской биржи (МБ), которой принадлежит 43 % капитала УБ и 50 %+1 акция биржи ПФТС рекомендовал объединить обе украинские биржи.[5]
- 28 января 2015 года начались торги фьючерсами на курс доллар США — украинская гривна и на цену одной тройской унции аффинированного золота.[6]
- 25 февраля 2015 года — начало торгов фьючерсами на курс евро — доллар США.[7]